# Стечак
Стечак (на сръбски: Стећак) е надгробен камък, вид стела от Средновековието, срещани в Босна и Херцеговина, както и отчасти на територията на Хърватия и западна Сърбия (в Ужички край). Различават се по форма и големина. Върху тях се откриват стилизирани изображения на Слънцето, Луната, човешки и животински фигури, а понякога и надписи в памет на починалия.